# خانه احمدزاده (اصفهان)
خانه احمدزاده مربوط به دوره قاجار است و در اصفهان، محله جماله، خیابان عبدالرزاق، کوچه آرد فروشان واقع شده و این اثر در تاریخ ۱۷ اسفند ۱۳۸۱ با شمارهٔ ثبت ۷۶۵۰ به‌عنوان یکی از آثار ملی ایران به ثبت رسیده است.